# ميلينا كاناكاريديس
ميلينا كاناكاريديس (بالإنجليزية: Melina Kanakaredes)‏ مواليد 23 أبريل 1967 في آكرون، أوهايو، الولايات المتحدة، هي ممثلة أمريكية بدأت مسيرتها الفنية عام 1991.

## روابط خارجية
- ميلينا كاناكاريديس على موقع IMDb (الإنجليزية)
- ميلينا كاناكاريديس على موقع ميتاكريتيك (الإنجليزية)
- ميلينا كاناكاريديس على موقع روتن توميتوز (الإنجليزية)
- ميلينا كاناكاريديس على موقع قاعدة بيانات الأفلام العربية
- ميلينا كاناكاريديس على موقع ألو سيني (الفرنسية)
- ميلينا كاناكاريديس على موقع تيرنر كلاسيك موفيز (الإنجليزية)
- ميلينا كاناكاريديس على موقع أول موفي (الإنجليزية)
- ميلينا كاناكاريديس على موقع قاعدة بيانات برودواي على الإنترنت (الإنجليزية)
- ميلينا كاناكاريديس على موقع قاعدة بيانات الأفلام السويدية (السويدية)
- ميلينا كاناكاريديس على موقع إن إن دي بي (الإنجليزية)